# Кабаков, Абрам Борисович
Абра́м Бори́сович Кабако́в (10 февраля 1915, Баку, Российская империя — 12 сентября 1993) — советский композитор.

## Биография
...о начале своей композиторской жилки он рассказал следующее. Как-то, будучи учеником 4-5-го класса музшколы, он на очередном концерте в середине исполнения забыл, что играть дальше, и от страха просто стал играть, что приходило в голову. Так и закончил произведение. А экзаменаторы после этого посоветовали ему заняться композицией в виду явных способностей
Образование: Азербайджанская консерватория по классу композиции Б. И. Зейдмана, окончил в 1952 году.
С 1960 года работал преподавателем теоретических предметов в Музыкальном училище имени А. Зейналлы в Баку.
Похоронен на Еврейском кладбище в Баку.

### Сочинения
- 1948 — балет «Лесная быль» (Баку);
- для солиста, хора и симфонического оркестра — кантаты: 
  - 1950 — Над Ленинградом (сл. М. Рагима),
  - 1970 — Бухта Ильича (сл. Г. Строганова);
- 1967 — песня Гренада (слова М. Светлова);
- для симфонического оркестра: 
  - 1944 — поэма «Сталинград»,
  - 1947 — «Фархад и Ширин»,
  - 1950 — Увертюра,
  - 1952 — Симфония;
- для фортепиано и симфонического оркестра: 
  - 1974 — Концерт;
- для скрипки и симфонического оркестра — концерты: 
  - 1951 — I,
  - 1968 — II;
- для тромбона и симфонического оркестра — концерты: 
  - 1965 — I,
  - 1966 — II;
- 1951 — Струнный квартет;
- для фортепиано: 
  - 1976 — Маленькая сюита;
- для голоса и фортепиано:
  - 1975 — цикл Лирика (сл. С. Капутикян);
- для солиста и хора:
- 1972 — «Союз нерушимый»;
- песни, в том числе: 
  - 1969 — цикл «Земля молодогвардейская» (сл. Г. Кирсанова),
  - 1971 — песня «Герои Краснодона» (сл. Г. Кирсанова);
- для эстрадного оркестра: 
  - рапсодии,
  - фантазии на темы:
    - азербайджанские,
    - молдавские,
    - венгерские,
    - румынские;
- музыка к драматическим спектаклям, в том числе:
  - 1936 — «Без вины виноватые» А. Островского,
  - 1937 — «Банкир» А. Корнейчука[2].